# The Uninvited
The Uninvited (bra: O Mistério das Duas Irmãs) é um filme teuto-canado-norte-americano dirigido por Charles e Thomas Guard. É um remake do filme de terror Sul-coreano de 2003, A Tale Of Two Sisters. O orçamento do filme não foi divulgado, porém nas notas de produção divulgadas pela DreamWorks Pictures em dezembro de 2008, o produtor do mesmo, Walter F. Parkes disse que "em Hollywood, o horror tende a habitar principalmente no mundo dos filmes de baixo orçamento."

## Enredo
Anna ficou em uma instituição psiquiátrica por dez meses, após sua tentativa de suicídio depois que sua mãe doente terminal morre em um incêndio numa casa de barco. Saindo da instituição, ela não tem nenhuma memória do evento, mas sofre frequentemente de pesadelos relacionados. Um paciente do quarto em frente ao dela fala algo perturbador para Anna. Pouco tempo depois, ela sai com seu pai, Steven, um escritor que dedicou seu último livro para Anna e sua irmã.
Em casa, Anna se reúne com sua irmã, Alex, com quem ela é muito próxima. As irmãs estão contra a namorada de Steven, Rachel, que tinha sido enfermeira de sua mãe enquanto era viva. Alex critica Steven por dormir com Rachel, enquanto a mãe das meninas ainda estava viva e doente na cama, mas ele não responde.
Anna descreve a Alex como as cenas de seus sonhos começaram a acontecer enquanto ela está acordada. As irmãs ficam convencidas de que as alucinações são mensagens de sua mãe, dizendo que ela foi assassinada por Rachel.
Anna alcança seu antigo namorado, Matt, que lhe diz que ele viu o que aconteceu na noite do incêndio. Eles secretamente planejam se encontrar de noite, mas Matt não se apresenta e Anna regressa a casa. Em seu quarto, Anna acorda e vê-lo subir em sua janela, dizendo que ela precisa saber a verdade e que ele tinha um aviso de sua mãe. Eles têm um beijo, mas em seguida, ela percebe que as costas de Matt se contorcem. Então ela foge da sala com medo, mas quando ela volta, ele se foi.
Na manhã seguinte, o corpo de Matt é puxado para fora da água, com as costas quebradas da forma como Anna viu. A polícia suspeita que ele caiu e se afogou. As irmãs são incapazes de encontrar um registro de Rachel como enfermeira e chegam a conclusão que ela é na verdade, Mildred Kemp, uma babá que matou os três filhos, e ela cuidava deles porque tinha uma obsessão com seu pai viúvo.
Eles tentam avisar seu pai, mas ele ignora as suas preocupações e sai para o trabalho. As meninas tentam reunir provas contra Rachel para mostrar a polícia, mas Rachel injeta um sedativo em Alex. Anna foge e vai para a delegacia de polícia local, mas eles não acreditam nas suas reivindicações e chamam Rachel, que acalma Anna e leva para sua casa. Rachel coloca Anna desorientada na cama, Anna vê Alex na porta com uma faca. Alex diz para ela ficar calada e Anna desmaia. Ela acorda e descobre que Alex já matou Rachel e seu corpo está jogado no lixo.
Aliviadas, as meninas confortam-se umas as outras. O pai dirige-se horrorizado com a cena. Anna explica que Rachel tentou assassiná-las, mas Alex salvou suas vidas ao matar Rachel. Confuso, Steven diz que Alex tinha morrido no incêndio, juntamente com sua mãe. Quando Anna olha para baixo, ela descobre que ela não está segurando a mão de sua irmã, mas a faca ensanguentada usada para assassinar Rachel.
Anna finalmente se lembra do que aconteceu na noite do incêndio. Depois de ver seu pai e Rachel tendo relações sexuais, Anna ficou furiosa e encheu um regador de um grande tanque de gasolina na garagem de barcos. Ela não fechou a torneira com cuidado, o que resulta em um rastro de gasolina derramada a partir dele que foi então incendiado por uma vela que cai no chão. Sua mãe e Alex foram mortas na explosão resultante.
Flashbacks revelam que Anna tinha tido uma alucinação sobre Alex desde que ela deixou a instituição. Ela se lembra de matar Matt — que tinha se encontrado com ela anteriormente na sua casa — deixando-o cair e quebrar suas costas numa ribanceira. Ela também se lembra de matar Rachel. A polícia é chamada para prender Anna por assassinato.
Quando Steven é questionado, ele revela que Rachel mudou seu sobrenome anos atrás para escapar de um namorado abusivo, o que explica o motivo de Anna não poder encontrar o registro de Rachel e a história de Mildred Kemp é falsa, o que implica que Anna é mentalmente doente. Na instituição, Anna é recebida de volta pela paciente através do corredor que assustou no início do filme, cujo nome na placa da porta é "Mildred Kemp".[carece de fontes?]

## Elenco
- Emily Browning - Anna Ivers
- Arielle Kebbel - Alex Ivers
- Elizabeth Banks - Rachel Summers (Madrasta)
- David Strathairn - Steven Ivers (Pai)
- Maya Massar - Lilian Ivers (Mãe)
- Kevin McNulty - Xerife Emery
- Jesse Moss - Matt
- Skyler Shaye - Nadia Hathaway
- Lex Burnham - Iris Wright
- Danny Bristol - Samuel Wright
- Matthew Bristol - David Wright
- Brittany Curran - Helena Wright
- Don S. Davis - Mr. Henson
- Heather Doerksen - Mildred
- Dean Paul Gibson - Dr. Silberman

## Produção

### Local de filmagem
Embora o filme seja ambientado em Maine, foi filmado em Vancouver, na Colúmbia Britânica. A maior parte do filme foi filmado em um único local, uma propriedade a beira-mar em Bowen Island, a uma curta viagem de balsa a oeste de Vancouver. O produtor Walter F. Parkes falou sobre o local: "Oitenta por cento da história se passa na casa, portanto, não poderia fazer o filme sem o lugar certo. Não poderia ter sido mais importante. Nós olhamos Luisiana, um ambiente que era bonito e um pouco ameaçador. Tivemos duas casas que eram compromissos terríveis, mas ambas caíram completamente. Tivemos um momento difícil para encontrar qualquer coisa que tinha tanto a conexão com a história e as possibilidades logísticas certas.
Mas em seguida, tivemos a sorte de encontrar no Canadá um lugar que parecia como se tivesse sido construído para o nosso filme. Era perfeitamente evocativa e sugestiva de uma família que é ao mesmo tempo acolhedora e proibitiva. O fato de que a casa estava a 30 milhas de Vancouver era um problema maior, porém menor do que ter que obter barcos para levá-los todos lá; táxis aquáticos e balsas são um modo de vida lá em cima. Na verdade, eu não me lembro de alguma vez ter um tempo mais agradável em um local. Chegando em um barco e ter uma xícara de café e, em seguida, indo até o pequeno píer e nos degraus que construímos, isso nos focou. Nós fomos isolados com uma coisa em nossas mentes, é o que estava sendo feito neste filme. Foi ótimo."
É relatado que uma garagem de barcos de dois andares no filme foi construída na propriedade com vista para a água apenas para várias cenas. A água fria é áspera e desagradável; devido uma cinza esverdeada que cai constantemente e não é permitida para natação.

### Música
A trilha sonora original para o filme foi composta por Christopher Young, que gravou com uma orquestra de 78 peças e 20 pessoas no coro. Sua pontuação foi caracterizada com harmónica de vidro e Yale Women's Slavic Chorus.

## Recepção
No agregador de críticas dos Estados Unidos, o Rotten Tomatoes, na pontuação onde a equipe do site categoriza as opiniões da  grande mídia e da mídia independente apenas como positivas ou negativas, o filme tem um índice de aprovação de 32% calculado com base em 130 comentários dos críticos. Por comparação, com as mesmas opiniões sendo calculadas usando uma média aritmética ponderada, a nota alcançada é 4.60/10 que é seguida do consenso: "The Uninvited é temperamental e razoavelmente envolvente, mas sofre de reviravoltas previsíveis."
Em outro agregador de críticas também dos Estados Unidos, o Metacritic, que calcula as notas usando somente uma média aritmética ponderada de determinados veículos de comunicação em maior parte da grande mídia, o filme tem 24 avaliações da imprensa anexadas no site e uma pontuação de 43 entre 100, com a indicação de "revisões mistas ou neutras".
No Chicago Sun-Times, Roger Ebert disse que "o rosto de Emily Browning em The Uninvited funciona tão bem ... Ela faz você ter medo por ela, o que é metade da batalha. No entanto, ela é tão doce que ela está pronta para um papel de Jane Austen. [...] Estou um pouco surpreso com a [classificação] PG-13, mais evidência que as notas da MPAA classifica para o que um filme não tem (nudez, palavrões, sexo) do que o que ele tem, que são imagens que poderiam ser muito mais preocupantes para alguns espectadores mais jovens."